# Care Leaver
Care leaver (auch Careleaver) sind junge Erwachsene, die einen Teil ihres Lebens in der stationären Kinder- und Jugendhilfe – z. B. in betreuten Wohngruppen/Kinderheim oder Pflegefamilien – verbracht haben und sich am Übergang in ein eigenständiges Leben befinden. Der Begriff steht aber auch „unabhängig von der unmittelbaren Übergangssituation für die (Selbst-)Beschreibung von Menschen mit ‚stationärer Jugendhilfeerfahrung‘“.

## Begriffsherkunft
Die Bezeichnung stammt aus dem Englischen und bedeutet „jemand, der den Betreuungsstatus verlässt“ (wörtlich: Fürsorge-Verlasser). Der Begriff hat sich „[i]m internationalen Diskurs [...] eingebürgert“. und wird in der Regel ohne Altersangabe verwendet, d. h. unter dem Begriff werden alle Altersgruppen gefasst. Er wird insbesondere im Vereinigten Königreich und in Australien verwendet. Zudem etabliert er sich auch im deutschsprachigen Raum.

## Vereine
Im Vereinigten Königreich gibt es eine gemeinnützige Organisation namens The Care Leavers' Association, in Australien das Netzwerk Care Leavers’ Australia Network. – beide seit dem Jahr 2000. In Deutschland wird die Gruppe vom Verein Careleaver e.V. vertreten.
Im Vereinigten Königreich sind etwa ein Prozent der Kinder im Laufe ihres Lebens in einer Einrichtung, die sie als Care Leaver verlassen. Geschätzt 350.000 Erwachsene haben damit die Erfahrung einer vollständigen oder teilweisen Unterbringung gemacht.
In Australien gibt es unterschiedliche Definitionen darüber, wer Care Leaver ist. Der „Children (Leaving Care) Act 2000“ definiert einen Care Leaver als eine Person älter als 15 Jahre, der in der Fürsorge einer Local Authority stand, die mindestens 13 Wochen bestand.
Etwa 500.000 Menschen waren nach einer Schätzung im 20. Jahrhundert Care Leaver in Australien.
In Deutschland gibt es den gemeinnützigen Careleaver e. V. – eine bundesweite Selbstorganisation von Careleavern. Die Mitglieder setzen sich als Experten der eigenen Lebenssituation für ihre Rechte und Belange ein und informieren über die Risiken und Chancen mit und nach dem Ende der Jugendhilfe. Der Grundstein für den Careleaver e. V. wurde 2012 mit dem Projekt „Higher Education without Family Support“ der Universität Hildesheim gelegt. Daraus entwickelte sich das Careleaver-Netzwerk Deutschland. Aus diesem wurde 2014 der bundesweit agierende Careleaver e. V. mit Sitz in Hildesheim gegründet. Der Verein adressiert alle Careleaver – unabhängig von ihrem Bildungsstatus, ihrer Herkunft oder ihrem Alter. Darüber hinaus richten sich die Angebote auch an Fachkräfte der Kinder- und Jugendhilfe sowie an Akteure, die im Übergang von Careleavern relevant sind
Das Vereinsleben ist geprägt vom Engagement der ehrenamtlichen Careleaver. Sie sind maßgeblich an den Weiterentwicklungen und der Festlegung von Zielen des Vereins durch aktives Mitwirken in Arbeitsgruppen und Regionalgruppen, der Teilnahme an Netzwerktreffen, Vereinswochenenden und Workshops oder den Einsatz in der Lobby- und Öffentlichkeitsarbeit beteiligt. Durch die aktive Lobby- und Öffentlichkeitsarbeit möchte der Careleaver e.V. für die Lebenssituation von Careleavern sensibilisieren und strukturelle Veränderungen anstoßen, beispielsweise im Rahmen der SGB VIII-Reform und mittels der Veröffentlichung eines Positionspapiers.

## Deutschland
In Deutschland leben rund 150.000 Minderjährige und Heranwachsende in der Heimerziehung, im betreuten Wohnen oder in Pflegefamilien. Der Gesetzgeber hat mit dem SGB VIII eine Reihe von Regelungen geschaffen, die inzwischen nicht mehr als hinreichend erachtet werden. Minderjährige werden mit Erreichen der Volljährigkeit meist ohne eine angemessene Übergangsregelung entlassen, wodurch sie gegenüber dem Leben in einer „normalen“ Durchschnittsfamilie grundsätzlich benachteiligt sind. Hier bietet nur der § 41 SGB-VIII eine Hilfe für die jungen Volljährigen an. Im Rahmen einer Reform des SGB VIII würden sich auch Auswirkungen auf diese Gruppe ergeben. Daher hat der Verein Care Leaver e.V. eine entsprechende Stellungnahme erarbeitet.

## Schweiz
In der Schweiz forderten im Sommer 2020 Netzwerke in verschiedenen Schweizer Städten eine bessere Nachbetreuung für die Jugendlichen, die im Heim oder in Pflegefamilien aufwachsen. In der Übergangszeit, wenn sie nach dem 18. Geburtstag plötzlich für sich selber sorgen müssen, fühlen sich viele von ihnen überfordert. Nicht selten landen sie in der Armut, was es zu verhindern gelte.

## Herausforderungen für Care Leaver
Care Leaver stehen vor ungleich anderen Bedingungen für den Eintritt ins Berufs- oder Hochschulleben als Gleichaltrige aus Herkunftsfamilien, da sie sowohl über einen anderen Erfahrungsschatz als auch über andere finanzielle Voraussetzungen verfügen. Insbesondere der Übergang in das Berufsleben kann problematisch sein, weswegen zum Beispiel manche (vor allem britische) Universitäten spezielle Angebote für Care Leaver machen.

## Forschung
Die Situation der Care Leaver ist Gegenstand der Forschung. Lerch und Stein haben die Situation von Care Leavers in 13 Ländern untersucht.
An der Universität Hildesheim existiert ein Forschungsprojekt in Kooperation mit der IGFH mit dem Namen „Higher Education without Family Support“, das sich mit dem Übergang zwischen Schulzeit und Studium der Care leaver beschäftigt. Ende 2020 startete die Universität Hildesheim zudem das Forschungsprojekt „Fachstelle: Leaving Care in der Kommune – Beratung und Infrastrukturentwicklung“.